# Apeadero de Moita do Norte
El Apeadero de Moita do Norte es una estación ferroviaria cerrada de la Línea de la Beira Baixa, que servía a la localidad de Moita do Norte, en el Distrito de Santarém, en Portugal.

## Historia
La conexión ferroviaria entre las Estaciones de Santarém y Abrantes, donde este apeadero se encuentra, abrió el 7 de noviembre de 1862, como parte del entonces denominado Ferrocarril del Este.